# Súmula (Mauritânia)
Súmula (em latim: Summula) era um assentamento romano da extinta Mauritânia Cesariense, na atual Argélia. Desde 1933, é uma sé titular, representando a antiga Diocese de Súmula, que ali existia.

## Histórico
Súmula, na atual Argélia, é uma antiga diocese na província romana da Mauritânia Cesariense.
O único bispo conhecido desta diocese africana é Quodvultdeus, cujo nome aparece no 104.º posto na lista dos bispo da Mauritânia Cesariense convocados a Cartago pelo rei vândalo Hunerico em 484; Quodvultdeus era já falecido na época da redação desta lista.
Desde 1933, Súmula é tida como sé episcopal titular da Igreja Católica; desde 16 de dezembro de 2020 seu bispo-titular é Carlos Silva, O.F.M.Cap., bispo-auxiliar da São Paulo.

## Bispos
- Quodvultdeus † (antes de 484)

## Bispos-titulares
- Francesco Sanmartino † (1966 - 1983)
- Claude Henri Edouard Frikart, C.I.M. † (1986 - 2014)
- Esmeraldo Barreto de Farias, Ist. del Prado (2015 - 2020)
- Carlos Silva, O.F.M.Cap. (desde 2020)